# حیدرآباد (گراش)
حیدرآباد روستایی از توابع دهستان خلیلی است که در بخش مرکزی شهرستان گراش در جنوب استان فارس در ایران واقع شده‌است.

## جمعیت
بر اساس سرشماری مرکز آمار ایران در سال ۱۳۹۵، جمعیت حیدرآباد ۱۹ نفر، شامل ۴ خانوار بوده‌است.